# Kenneth Angell
Kenneth Anthony Angell (ur. 3 sierpnia 1930 w Providence, Rhode Island, zm. 4 października 2016) – amerykański duchowny katolicki, biskup Burlington w latach 1992-2005.

## Życiorys
Do kapłaństwa przygotowywał się w seminarium duchownym w Baltimore. 26 maja 1956 otrzymał święcenia kapłańskie i rozpoczął pracę duszpasterską w rodzinnej diecezji Providence. Od 1972 był kanclerzem, a następnie wikariuszem generalny diecezji. W tym samym roku otrzymał tytuł prałata.
9 sierpnia 1974 papież Paweł VI mianował go biskupem pomocniczym Providence ze stolicą tytularną Septimunicia. Sakry udzielił mu ówczesny zwierzchnik diecezji bp Louis Gelineau. 
6 października 1992 mianowany ordynariuszem Burlington w stanie Vermont. Na emeryturę przeszedł 9 listopada 2005.
Zmarł 4 października 2016.